# Linguacode
A Linguacode egy univerzális fordítóeszköz a Star Trek kitalált univerzumban. Segítségével bármely nyelven elhangzó beszédet rögtön lefordíthatunk a saját nyelvünkre.

## Története
A Linguacode univerzális fordító a 23-24. században használt egyik legjelentősebb és legértékesebb eszköz. Az eszköz számos nyelvű beszédet képes rögtön lefordítani oda-vissza, olyanokat is, amelyekről korábban nem is hallottak. Normális körülmények között az eszköz olyan hatékony és diszkrét, hogy a használata az embereknek teljesen természetes.
A fordítót a csillaghajók kommunikációs rendszerébe építették, és minden kimenő, valamint bemenő üzenetet le tud fordítani. A 2260-as években a fordító hordozható változatát – egy 30 centiméter hosszú rudat – gyakran kompokon használták. A modern változatok már olyan kicsik, hogy egy fülbe is beépíthetők; ilyet használnak a ferengik, akik gyakran találkoznak új fajokkal kereskedelmi utazásaik alatt. 
A fordító a működése közben analizálja a nyelv szintaxisát és mintáját, létrehoz egy fordítási mátrixot, ami lehetővé teszi a folytonos verbális- vagy adatváltozásokat. A rendszer igen nagy adatbázissal rendelkezik számos különböző faj nyelvéről. Így amikor egy ismert nyelv szintaxisához, mintájához hasonló nyelvvel találkozik, gyorsan képes feldolgozni az új adatokat, és rögtön pontos fordítással tud szolgálni.
Amikor a fordító egy alapvetően ismeretlen nyelvvel találkozik, akkor analizálja az agyhullámok frekvenciáját, megkeresi az általános koncepciókat és kiválasztja az egyező mintákat; ebből meghatározza a nyelvtant és a szintaxist, majd egy megfelelő, elektronikusan létrehozott férfi vagy női hanggal megadja a fordítást. A fordítónak viszonylag sok példára van szüksége a nyelvből, hogy pontos fordítást végezhessen. Ideális esetben a mintához elegendő néhány ember hosszabb ideig tartó beszélgetése.